# Flikken
Flikken (littéralement « Flics ») est une série télévisée policière belge en néerlandais en 127 épisodes de 50 minutes créée par Pierre De Clercq (nl) et Erwin Provoost, diffusée entre le 17 octobre 1999 et le 19 avril 2009 sur Één ainsi que la chaîne publique néerlandaise Nederland 1 via le diffuseur TROS. Une série dérivée, Flikken Maastricht, est produite aux Pays-Bas depuis 2007.
Cette série est inédite dans tous les pays francophones.

## Distribution
- Ludo Hellinx (nl) : Raymond Jacobs
- Mark Tijsmans (nl) (VFB : Christophe Hespel) : Wilfried Pasmans
- Veerle Malschaert (nl) : Carla Desseyn (saisons 2 à 10)
- Andrea Croonenberghs (nl) : Britt Michiels (saisons 1 à 7)
- Rebecca Huys (nl) : Merel Vanneste (saisons 5 à 8, récurrente auparavant)
- Jo De Meyere : John Nauwelaerts (saisons 5 à 10)
- Maarten Bosmans (nl) : Bruno Soetaert (saisons 4 à 8)
- Axel Daeseleire : Ben Vanneste
- Joke Devynck : Tony Dierickx
- Cahit Ölmez (nl) : Selattin Ateş
- Hubert Damen : Daniël Deprez
- Wim Danckaert (nl) : Kris Geysen
- Katelijne Verbeke : Nadine Vanbruane
- Werner De Smedt : Nick Debbaut †
- Ann Ceurvels : Sofie Beeckman †
- Tine Van den Brande : Lieselot Winter
- Boudewijn de Groot : Robert Nieuwman
- Tania Kloek (nl) : Tina Demeester
- Ianka Fleerackers (nl) : Emma Boon
- Pascale Michiels (nl) : Cat Reyniers
- Roel Vanderstukken (nl) : Michiel Dewaele
- Han Coucke : Neil (1999) / Simon (2001) / Frederick Lamote (2004)